# Nematobrycon
Nematobrycon es un género de peces de la familia de Characidae en el orden de los Characiformes.

## Especies
Hay dos especies en este género:
- Nematobrycon lacortei S. H. Weitzman & W. L. Fink, 1971
- Nematobrycon palmeri C. H. Eigenmann, 1911